# Jean Schopfer
Jean Schopfer, conosciuto anche come Claude Anet (Morges, 28 maggio 1868 – Parigi, 9 gennaio 1931), è stato un tennista, scrittore e giornalista francese, vincitore della seconda edizione dell'Open di Francia, nel 1892.

## Biografia
Schopfer nasce in Svizzera da una famiglia francese di religione protestante, esiliata dalla patria per quasi due secoli a seguito dell'Editto di Fontainebleau. Si laurea a Parigi, presso l'École du Louvre, in letteratura francese. Ama Stendhal, Virgilio, André Chénier e più tardi ʿOmar Ḫayyām. Prende cittadinanza francese e abita insieme con il fratello Louis in quai Voltaire, dove frequentano gli artisti Pierre Bonnard, Édouard Vuillard, Aristide Maillol e Ker-Xavier Roussel, gli scrittori Jules Renard e Léon Blum, e il critico Félix Fénéon.
Partecipa a La revue blanche, collaborando alla rubrica Gazette de l'art. Sul versante mondano frequenta Antoine Bibesco e Joachim Murat e si fa apprezzare per le doti sportive e per la curiosità nell'osservazione (è anche fotografo). Appassionato sportivo, nel 1892 diventa il primo francese a conquistare il campionato francese di tennis, divenuto poi Roland Garros. L'anno successivo viene battuto in finale da Laurent Riboulet (ma vince il doppio). Nel 1927 dedicò un libro a Suzanne Lenglen, la prima stella internazionale di tennis femminile.
Ai primi del Novecento abbandona lo sport per dedicarsi con più costanza alla scrittura, adottando lo pseudonimo di "Claude Anet", nome del rivale in amore dello scrittore Jean-Jacques Rousseau. Oltre a visitate la Russia (dove è corrispondente estero del Giornale di San Pietroburgo) e la Persia, scrivendo diversi libri di reportage e raccogliendo 4 volumi di cronache della Rivoluzione russa, è anche reporter per Le Temps e per Le Petit Parisien, mentre per il teatro scrive qualche novella. Oltre al francese, parla russo, inglese, tedesco e abbastanza bene fārsì.
Già malato, decide di occuparsi di Rodolfo d'Asburgo-Lorena e Maria Vetsera, sulla cui storia scrive un ultimo romanzo storico. Dal suo romanzo Ariane, jeune fille russe (1920) il regista Billy Wilder ha ricavato il film Love in the Afternoon (1957), sceneggiato con I. A. L. Diamond (il film segna l'inizio della collaborazione tra i due). Nonostante la vita sportiva (giocò a buon livello anche a golf e a croquet), muore di sepsi a soli 62 anni.

## Opere
- Voyage idéal en Italie (1899, con il proprio nome)
- Petite Ville (1901, cinque racconti)
- Les Bergeries (1904)
- Les Roses d'Ispahan. La Perse en Automobile, à travers la Russie et le Caucase (1906)
- La Révolution russe, chroniques 1917-1920 (4 volumi, 1917-19)
- Ariane, jeune fille russe (1920, romanzo), trad. di Margherita Weishut Angeli, Arianna, Bologna: Cappelli, 1928; trad. Giulia Tosco, Arianna (amore nel pomeriggio), Milano: Mursia, 1957
- ʿOmar Ḫayyām, Les 144 quatrains, trad. in collaborazione con Mirza Muhammad (1920)
- Quand la terre trembla (1921, romanzo)
- L'Amour en Russie (1922, n. ed. 1930)
- Aleksandr Sergeevič Puškin, Tsar Saltan, trad. (1922)
- Notes sur l'amour (1922)
- Feuilles persanes (1924, contiene: La route de Mazanderan - La femme lapidée e L'esprit persan)
- Théâtre (1924, contiene: Mademoiselle Bourrat e La Fille perdue)
- La Fin d'un monde (1925)
- Adolescence (1925)
- La Perse et l'esprit persan (1925)
- La Rive d'Asie (1927, romanzo)
- Madame de Sées (1927)
- Suzanne Lenglen (1927)
- Mayerling (1930, romanzo), trad. A. M. Rotti Mattei, Rodolfo e Maria: la tragedia della casa d'Asburgo , Firenze: Barbera, 1931

## Filmografia
- Ariane (1931), regia di Paul Czinner (versione tedesca)
- The Loves of Ariane (1931), regia di Paul Czinner (versione inglese)
- Ariane, jeune fille russe (1932, regia di Paul Czinner (versione francese)
- Mayerling (1936, regia di Anatole Litvak
- Love in the Afternoon (1957), regia di Billy Wilder
- Mayerling (1968), regia di Terence Young